# Max Weinhold
Johannes-Maximilian "Max" Weinhold (født 30. april 1982 i München) er en tysk tidligere hockeyspiller; han spillede målmand. 

## Hockeykarriere
Max Weinhold begyndte at spille hockey i Münchner Sportclub, hvor han sammen med sin bror, Philipp, fulgte i sin fars fodspor som hockeyspiller. Max Weinhold var med til at vinde det tyske indendørsmesterskab med München i 2003 og 2006, og i 2004 vandt de også Europa-pokalen. Han skiftede nu til KTHC Stadion Rot-Weiss i Köln, og med denne klub blev han tysk udendørsmester i 2009, 2010 og 2013 samt indendørsmester i 2009 og 2012. Han indstillede sin elitekarriere i 2014, men har siden spillet hockey på et lavere niveau.
I 2003 kom han på det tyske bobler-landshold og spillede sin første landskamp 31. juli samme år. I 2006 var han med til at vinde EM-guld indendørs og året efter VM-guld, ligeledes indendørs. Samme år var han med til at vinde Champions Trophy, og han var avanceret til A-landholdet i 2008 og var dermed med ved OL samme år i Beijing. Tyskland blev nummer to i den indledende pulje, hvorpå holdet besejrede Holland i semifinalen efter straffeslag. I finalen sikrede tyskerne sig guldet med en 1-0-sejr over Spanien, der fik sølv, mens Australien vandt bronze.
I 2009 var han med til at vinde EM-sølv og året efter VM-sølv, mens han i 2011 var med til at blive europamester - alle disse var udendørs.
Han var igen med for Tyskland ved OL 2012 i London, hvor tyskerne blev nummer to i deres indledende pulje efter Holland. De vandt derpå semifinalen over Australien 4-2 og fik derved revanche for nederlaget i VM-finalen 2010. I finalen besejrede de Holland 2-1 og sikrede sig dermed guldet foran Holland, mens Australien vandt bronzekampen. OL-turneringen blev Weinholds sidste på landsholdet.

## Anden karriere
Weinhold studerede medier og kommunikation ved Köln ved Deutsche Sporthochschule Han har siden 2021 arbejdet som Chief Commercial Officer hos Gothaer Vertriebs-Service AG.